# Schuhschnabel
Der Schuhschnabel (Balaeniceps rex), auch Abu Markub (sudan-arab. „Vater des Schuhs“), ist ein afrikanischer Vogel, der früher den Schreitvögeln, heute den Pelecaniformes zugeordnet wird. Der nach seinem mächtigen Schnabel benannte Vogel ist ein Bewohner von Sümpfen. Da seine Morphologie einzigartig ist, wird er einer eigenen Familie, den Balaenicipitidae, zugeordnet.

## Merkmale

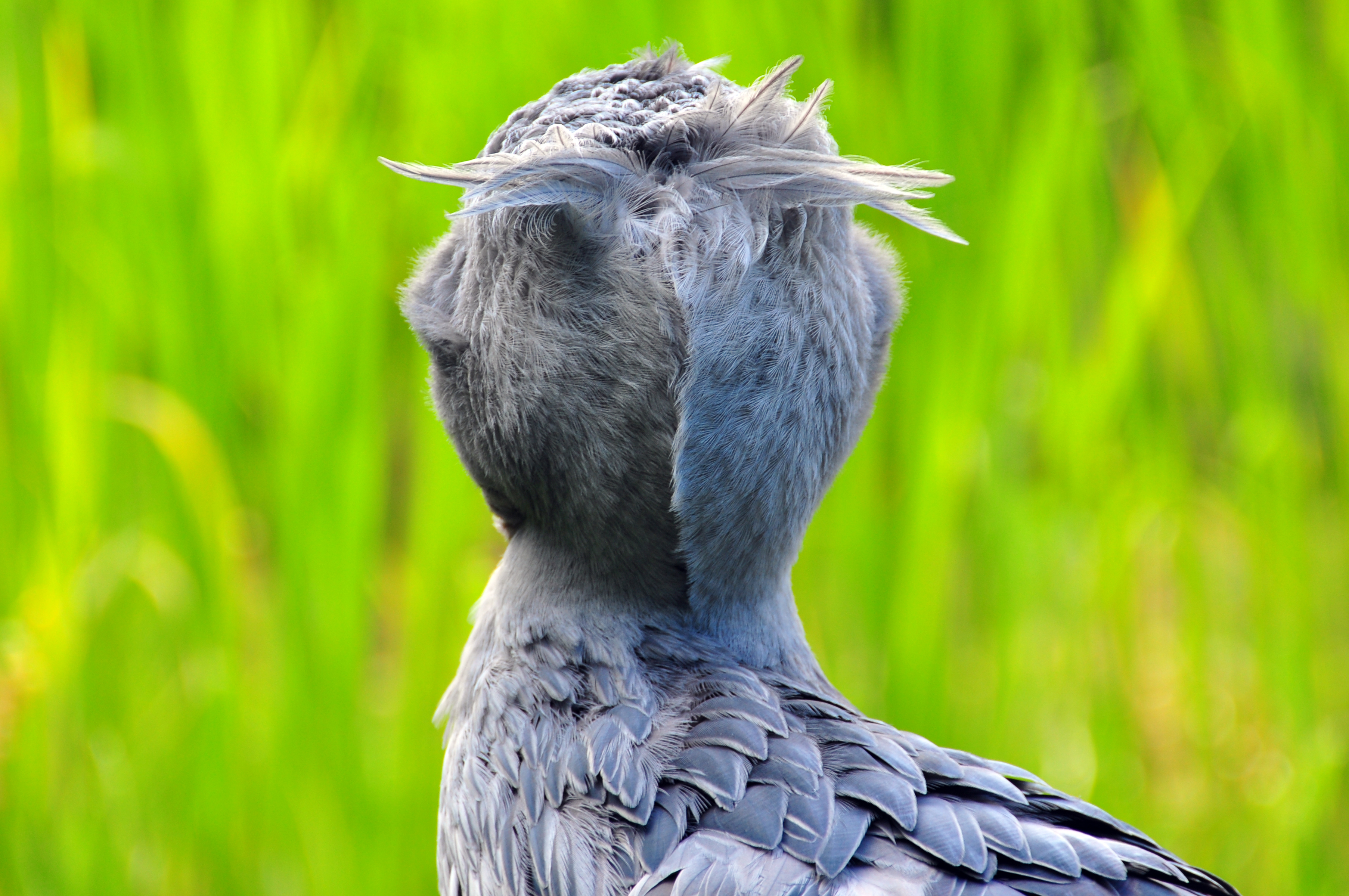
Die Befiederung des Hinterkopfes

Der Schuhschnabel verdankt seinen Namen der Form seines Schnabels, der außerordentlich lang, aber auch sehr tief und breit wird. So lag die Schnabellänge eines Typenvogels bei 22,86 cm, die Schnabeltiefe bei 12,08 cm und die Schnabelbreite bei 10,16 cm. Bei den demgemäß vermessenen Individuen entsprach die Schnabellänge in etwa dem Schnabelumfang. Ein Individuum brachte es auf eine Schnabellänge von 24,5 cm.
Dieser Schnabel ist in der Vogelwelt einmalig. Der Oberschnabel ähnelt dem der Pelikane; er ist scharf gerandet und trägt eine hakenartige Spitze. Hierdurch kann er schlüpfrige Beutetiere sicher festhalten oder zerteilen. Auch der Kopf ist sehr groß und relativ breit. Der Hals ist hingegen, verglichen mit Störchen und Reihern, relativ kurz. Aufrecht stehend erreicht der Schuhschnabel eine Höhe von 1,20 m.
Die langen Beine enden in äußerst langen Zehen, die das Gewicht auf eine große Standfläche verteilen und so ein Einsinken verhindern. Die breiten Flügel ermöglichen einen kräftigen Flug mit ausgedehnten Gleitphasen. Im Flug wird der Kopf wie bei Pelikanen auf die Schultern gelegt, da ein ausgestreckter Hals beim Gewicht des Schnabels nicht vorteilhaft wäre.
Das Gefieder ist bläulichgrau, nur der Bauch ist weiß gefärbt. Einen Geschlechtsdimorphismus gibt es nicht.

## Verbreitung und Lebensraum
Am häufigsten ist der Schuhschnabel im Süden des Südsudans. Darüber hinaus findet man ihn vor allem in Uganda, Tansania und Sambia sowie in isolierten Vorkommen in angrenzenden Staaten. Sein Lebensraum sind Sümpfe und Seeufer, die dicht mit Papyrus oder Schilf bestanden sind. Da er sich selten aus dem Röhricht hervorwagt, wird er nicht oft gesehen. Innerhalb des Dickichts bewegt er sich vorwiegend auf schmalen Schneisen, die von Flusspferden oder Wasserböcken freigeräumt wurden.

## Lebensweise

### Aktivität
Oft verharrt ein Schuhschnabel lange Zeit bewegungslos. Abgesehen vom Moment des Beutefangs ist sein ganzes Verhalten von langsamen und bedächtigen Bewegungen geprägt. Obwohl er problemlos fliegen kann, nutzt er diese Fähigkeit nur selten.
Schuhschnäbel sind tagaktive Einzelgänger.

### Ernährung
Die Hauptnahrung des Schuhschnabels bilden Fische, vor allem Afrikanische Lungenfische, Flösselhechte und Tilapien. Einen geringeren Anteil am Nahrungsspektrum machen Frösche, Echsen, Schildkröten und Schlangen aus. Weitere Beutetiere wie Wasservögel und kleine Säuger sind belegt, scheinen aber seltene Ausnahmefälle zu sein.
Beim Beutefang steht der Schuhschnabel bewegungslos, den Schnabel nach unten gerichtet. Wenn ein Fisch gesichtet wird, stößt der Kopf hinab. Dieses Zustoßen dauert weniger als eine Sekunde. Da das Gleichgewicht hierbei massiv nach vorn verlagert wird, wirft der Schuhschnabel im nächsten Moment den Kopf zurück und stützt sich mit den Flügeln am Untergrund ab, um nicht vornüber zu fallen. Die Komplexität der Prozedur ermöglicht es nicht, im Falle eines Scheiterns ein zweites Mal zuzustoßen. Die Beute wird mit dem Kopf voran verschluckt.

### Fortpflanzung

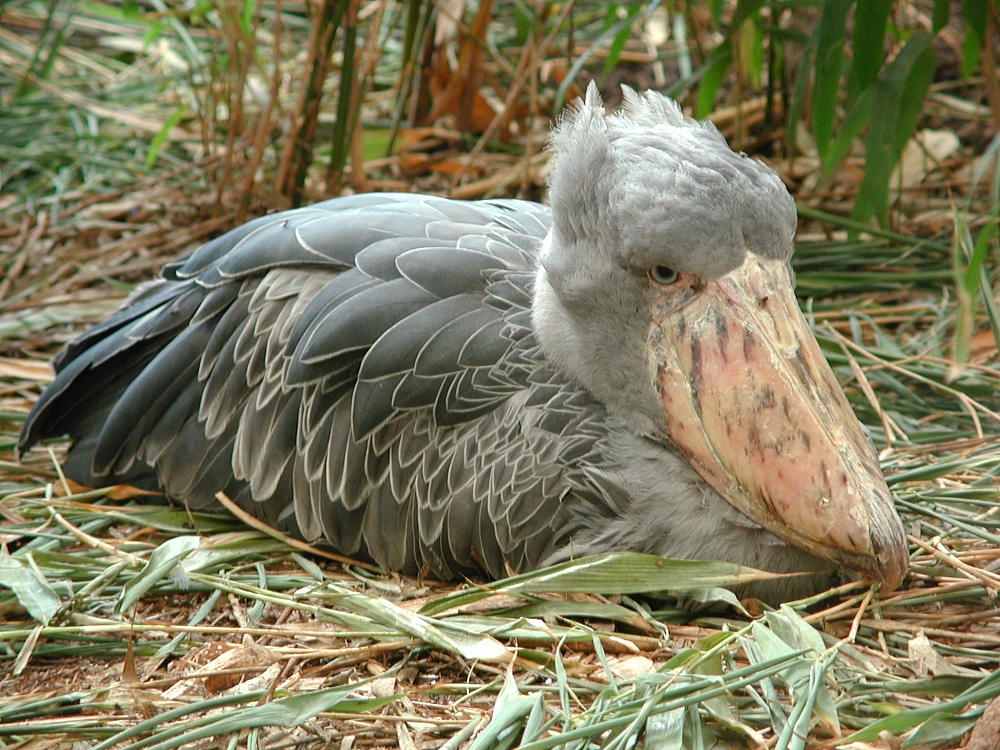
Ruhender Schuhschnabel

Das Nest wird inmitten der Sümpfe erbaut, entweder auf festem Untergrund oder auf treibenden Inseln aus Vegetation. Hier wird Pflanzenmaterial zu einem kleinen Hügel angehäuft. Als strikte Einzelgänger verteidigen die Schuhschnabelpaare ein Revier von 2,5 bis 3,8 km² Größe. In das Nest werden ein bis drei Eier gelegt, die zunächst bläulichweiß sind, aber bald braunfleckig werden. Im Schnitt misst ein Ei 8,5 × 6 cm.
Beide Partner brüten. Um eine Überhitzung des Geleges zu verhindern, wird es regelmäßig gewendet und mit Wasser übergossen. Vier- bis fünfmal täglich füllen die Vögel ihre Schnäbel mit Wasser, um damit die Eier zu kühlen.
Die Jungen schlüpfen nach etwa 30 Tagen. Sie tragen ein graues Daunenkleid und ihr Schnabel ist zunächst noch relativ klein; er beginnt erst in der vierten Lebenswoche zu wachsen. Erst nach 100 Tagen sind die Jungen, die während dieser ganzen Zeit von den Eltern gefüttert werden, flügge. Selbst in diesem Alter haben sie noch einen relativ kleinen Schnabel, der zudem rosa statt gelb ist. Aufgrund des Konkurrenzkampfes unter den Geschwistern um Wasser und Nahrung überlebt oft nur eines der Küken, in der Regel das Erstgeschlüpfte.

## Systematik
Der Schuhschnabel wird für gewöhnlich als einzige Art der Familie Balaenicipitidae zugeordnet, die in die Ordnung der Schreitvögel gestellt wurde. Wegen anatomischer und ethologischer Gemeinsamkeiten wurde er manchmal in die Nähe der Störche gestellt; noch ähnlicher ist er allerdings den Reihern, da er ein vergleichbares Flugbild, Puderdunen und Übereinstimmungen im Skelettbau aufweist.
Neuere molekulargenetische Analysen legen ein ganz anderes Verwandtschaftsverhältnis nah, und zwar dass der Schuhschnabel von pelikanartigen Vorfahren abstammt und somit in die Ordnung Pelecaniformes zu stellen sei. Tatsächlich ist diese Idee sehr alt: Schon John Gould äußerte die Theorie, als er den Schuhschnabel erstmals beschrieb. Wieder aufgelegt wurde die Theorie 1957 von P.A. Cottam. Seitdem wurde sie von Zoologen immer wieder diskutiert. Aufgrund von Untersuchungen des Mittelohrs und der Eischalenstruktur kamen einige Wissenschaftler zu der Überzeugung, Pelikane und Schuhschnabel müssten eng miteinander verwandt sein, während andere behaupteten, alle Gemeinsamkeiten seien das Ergebnis konvergenter Evolution. Dank der Möglichkeiten moderner, molekulargenetischer Analysen verdichteten sich die Hinweise auf eine Verwandtschaft von Pelikanen und Schuhschnabel. Sibley & Ahlquist ordneten den Schuhschnabel gar der Familie Pelecanidae zu. Im Jahr 2003 hat auch Gerald Mayr nach einer morphologischen Analyse den Schuhschnabel in die Nähe der Pelikanverwandten gestellt; er sah in ihm das Schwestertaxon aller damals in der Ordnung der Ruderfüßer zusammengefassten Arten mit Ausnahme der Tropikvögel. Das vom Schuhschnabel und den Ruderfüßern gebildete Taxon bilde das Schwestertaxon zum Hammerkopf. S. J. Hackett und Mitautoren sowie Fain und Houde ordnen den Schuhschnabel in ihrer auf DNA-Sequenzanalysen gestützten Revision der Vogelsystematik als Schwesterart der Pelikane ein. Auch das Schwestergruppenverhältnis zum Hammerkopf wurde bestätigt.
Nach den Ergebnissen der Studien der vergangenen zwanzig Jahre ist eine Zuordnung des Schuhschnabels zu den Schreitvögeln fraglich geworden; eine Einordnung in die Pelecaniformes oder in deren Nähe ist weitgehend akzeptiert. Folgendes Kladogramm verdeutlicht die wahrscheinlichen Verwandtschaftsverhältnisse, die so auch von der International Ornithological Union (IOU) zurzeit (2018) vertreten werden.
|  | Hammerköpfe (Scopidae)                                                                      |
|  |                                                                                             |
|  | \| \| Pelikane (Pelecanidae) \| \| \| \| \| \| Schuhschnabel (Balaenicipitidae) \| \| \| \| |
|  |                                                                                             |
|  | Pelikane (Pelecanidae)                                                                      |
|  |                                                                                             |
|  | Schuhschnabel (Balaenicipitidae)                                                            |
|  |                                                                                             |

|  | Pelikane (Pelecanidae)           |
|  |                                  |
|  | Schuhschnabel (Balaenicipitidae) |
|  |                                  |

|  | Hammerköpfe (Scopidae)                                                                      |
|  |                                                                                             |
|  | \| \| Pelikane (Pelecanidae) \| \| \| \| \| \| Schuhschnabel (Balaenicipitidae) \| \| \| \| |
|  |                                                                                             |
|  | Pelikane (Pelecanidae)                                                                      |
|  |                                                                                             |
|  | Schuhschnabel (Balaenicipitidae)                                                            |
|  |                                                                                             |

|  | Pelikane (Pelecanidae)           |
|  |                                  |
|  | Schuhschnabel (Balaenicipitidae) |
|  |                                  |

|  | Hammerköpfe (Scopidae)                                                                      |
|  |                                                                                             |
|  | \| \| Pelikane (Pelecanidae) \| \| \| \| \| \| Schuhschnabel (Balaenicipitidae) \| \| \| \| |
|  |                                                                                             |
|  | Pelikane (Pelecanidae)                                                                      |
|  |                                                                                             |
|  | Schuhschnabel (Balaenicipitidae)                                                            |
|  |                                                                                             |

|  | Pelikane (Pelecanidae)           |
|  |                                  |
|  | Schuhschnabel (Balaenicipitidae) |
|  |                                  |

|  | Hammerköpfe (Scopidae)                                                                      |
|  |                                                                                             |
|  | \| \| Pelikane (Pelecanidae) \| \| \| \| \| \| Schuhschnabel (Balaenicipitidae) \| \| \| \| |
|  |                                                                                             |
|  | Pelikane (Pelecanidae)                                                                      |
|  |                                                                                             |
|  | Schuhschnabel (Balaenicipitidae)                                                            |
|  |                                                                                             |

|  | Pelikane (Pelecanidae)           |
|  |                                  |
|  | Schuhschnabel (Balaenicipitidae) |
|  |                                  |

|  | Hammerköpfe (Scopidae)                                                                      |
|  |                                                                                             |
|  | \| \| Pelikane (Pelecanidae) \| \| \| \| \| \| Schuhschnabel (Balaenicipitidae) \| \| \| \| |
|  |                                                                                             |
|  | Pelikane (Pelecanidae)                                                                      |
|  |                                                                                             |
|  | Schuhschnabel (Balaenicipitidae)                                                            |
|  |                                                                                             |

|  | Pelikane (Pelecanidae)           |
|  |                                  |
|  | Schuhschnabel (Balaenicipitidae) |
|  |                                  |

|  | Hammerköpfe (Scopidae)                                                                      |
|  |                                                                                             |
|  | \| \| Pelikane (Pelecanidae) \| \| \| \| \| \| Schuhschnabel (Balaenicipitidae) \| \| \| \| |
|  |                                                                                             |
|  | Pelikane (Pelecanidae)                                                                      |
|  |                                                                                             |
|  | Schuhschnabel (Balaenicipitidae)                                                            |
|  |                                                                                             |

|  | Pelikane (Pelecanidae)           |
|  |                                  |
|  | Schuhschnabel (Balaenicipitidae) |
|  |                                  |

|  | Hammerköpfe (Scopidae)                                                                      |
|  |                                                                                             |
|  | \| \| Pelikane (Pelecanidae) \| \| \| \| \| \| Schuhschnabel (Balaenicipitidae) \| \| \| \| |
|  |                                                                                             |
|  | Pelikane (Pelecanidae)                                                                      |
|  |                                                                                             |
|  | Schuhschnabel (Balaenicipitidae)                                                            |
|  |                                                                                             |

|  | Pelikane (Pelecanidae)           |
|  |                                  |
|  | Schuhschnabel (Balaenicipitidae) |
|  |                                  |

|  | Hammerköpfe (Scopidae)                                                                      |
|  |                                                                                             |
|  | \| \| Pelikane (Pelecanidae) \| \| \| \| \| \| Schuhschnabel (Balaenicipitidae) \| \| \| \| |
|  |                                                                                             |
|  | Pelikane (Pelecanidae)                                                                      |
|  |                                                                                             |
|  | Schuhschnabel (Balaenicipitidae)                                                            |
|  |                                                                                             |

|  | Pelikane (Pelecanidae)           |
|  |                                  |
|  | Schuhschnabel (Balaenicipitidae) |
|  |                                  |

## Schuhschnäbel und Menschen

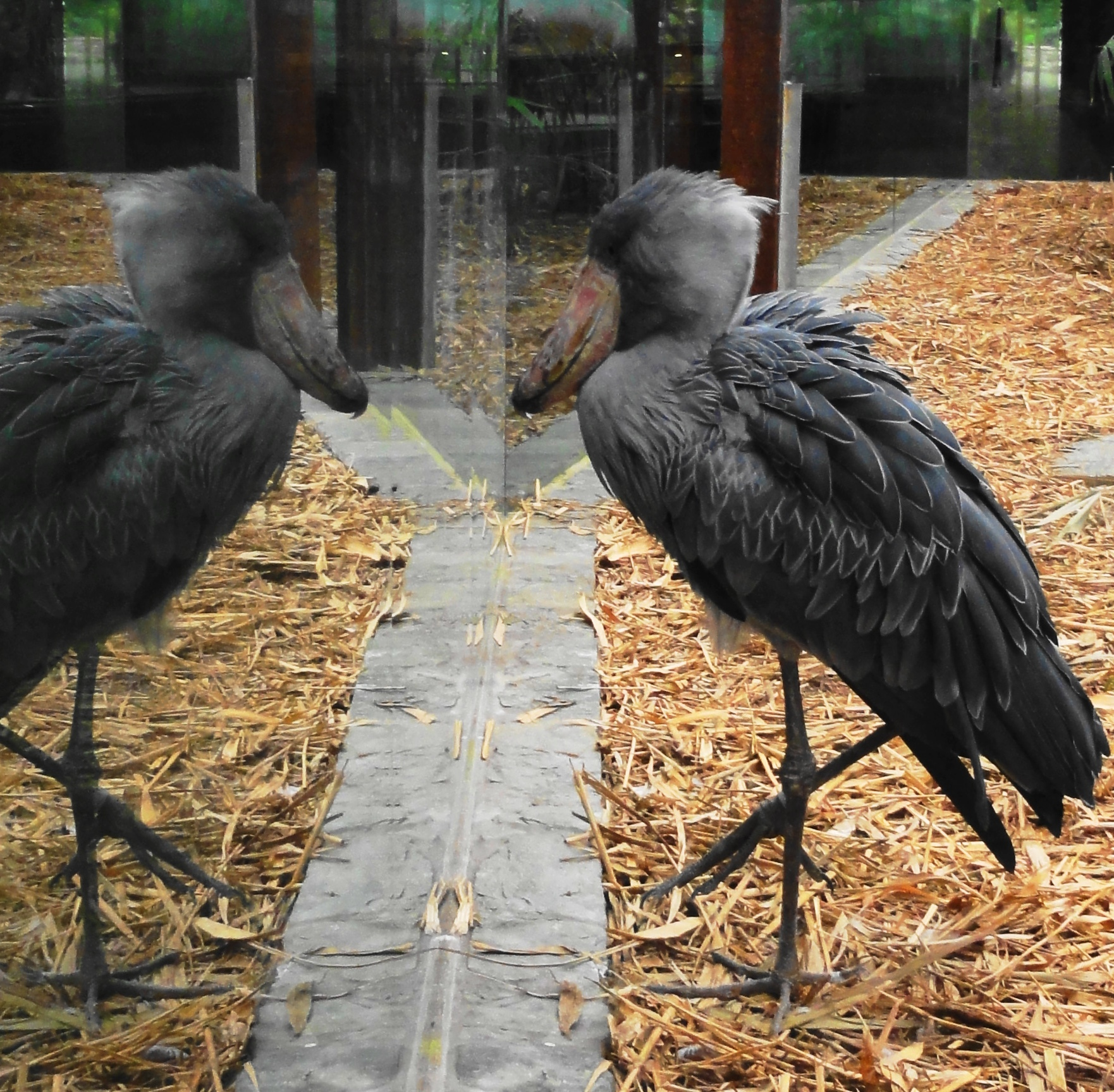
Schuhschnabel im Zoo Frankfurt

Wegen altägyptischer Skulpturen, die schuhschnabelähnliche Vögel darstellen, gab es Vermutungen, der Schuhschnabel könnte einst entlang des Nils bis nach Ägypten verbreitet gewesen sein.
Seit 2004 stuft die IUCN den Schuhschnabel als gefährdet ein. Wurde der Bestand 1997 noch auf 12.000 bis 15.000 Individuen geschätzt, gehen neuere Studien von 5000 bis 8000 Vögeln aus. Von diesen leben mindestens 80 % im Südsudan. Die Bestände gehen vor allem aufgrund der Landschaftszerstörung zurück. So wurden die Sümpfe des Sudd während des Baus des Jonglei-Kanals massiv trockengelegt und vernichtet, was immer mehr Schuhschnäbeln den Lebensraum raubte.
Seit 2015 werden Schuhschnäbel in Deutschland nur noch im Weltvogelpark Walsrode gehalten. Abgesehen davon werden Schuhschnäbel in Europa nur im Prager Zoo in Tschechien und im Zoo Pairi Daiza in Cambron-Casteau (Belgien) gehalten. In letzterem gelang 2008 die weltweit erste Nachzucht in Gefangenschaft.